# Anti (musikalbum)
Anti är popsångerskan Rihannas åttonde studioalbum som släpptes den 28 januari 2016 genom Westbury Road och Roc Nation. 
Albumet toppade Billboardlistan under 2 veckors tid. För att lansera albumet åkte Rihanna ut på Anti World Tour där hon bland annat besökte Stockholm och Malmö. 
De fyra singlarna från albumet är "Work" featuring Drake, "Kiss It Better", "Needed Me" och "Love on The brain". 

## Låtlista
| 1.           | Consideration (featuring SZA) | Solana Rowe · Tyran Donaldson · Robyn Fenty | 2:41  |
| 2.           | James Joint                   | Robert Shea Taylor · James Fauntleroy | 1:12  |
| 3.           | Kiss It Better                | Jeff Bhasker · John Glass · Teddy Sinclair · Fenty | 4:13  |
| 4.           | Work (featuring Drake)        | Jahron Braithwaite · Matthew Samuels · Allen Ritter · Rupert Thomas · Aubrey Graham · Fenty · Monte Moir                                                     | 3:39  |
| 5.           | Desperado                     | Krystin "Rook Monroe" Watkins · Mick Schultz · Fenty · Fauntleroy · Derrus Rachel                                                                            | 3:06  |
| 6.           | Woo                           | Chauncey Hollis · Jacques Webster · Jeremih Felton · Abel Tesfaye · Fenty · Terius Nash · Rachel · Jean Baptist                                              | 3:55  |
| 7.           | Needed Me                     | Dijon McFarlane · Fenty · Nick Audino · Lewis Hughes · Khaled Rohaim · Te Warbrick · Adam Feeney · Brittany Hazard · Alicia Reneé · Charles Hinshaw · Rachel | 3:11  |
| 8.           | Yeah, I Said It               | Tim Mosley · Bibi Bourelly · Evon Barnes · Daniel Jones · Chris Godbey · Jean-Paul Bourelly · Fenty                                                          | 2:13  |
| 9.           | Same Ol' Mistakes             | Kevin Parker | 6:37  |
| 10.          | Never Ending                  | Chad Sabo · Fenty · Paul Herman · Dido Armstrong | 3:22  |
| 11.          | Love on the Brain             | Fred Ball · Joseph Angel · Fenty | 3:44  |
| 12.          | Higher                        | Ernest Wilson · B. Bourelly · Fenty · Fauntleroy · Jerry Butler · Kenny Gamble · Leon Huff                                                                   | 2:00  |
| 13.          | Close to You                  | Brian Seals · Fauntleroy · Fenty | 3:43  |
| Total längd: | Total längd:                  | Total längd: | 43:36 |

| 14.          | Goodnight Gotham | Paul Epworth · Florence Welch · Fenty · C. Boggs                             | 1:29  |
| 15.          | Pose             | Hollis · B. Bourelly · Fenty · Webster                                       | 2:24  |
| 16.          | Sex with Me      | Braithwaite · Samuels · Feeney · Anderson Hernandez · Chester Hansen · Fenty | 3:27  |
| Total längd: | Total längd:     | Total längd:                                                                 | 50:56 |